# Osornophryne sumacoensis
Espèce
Statut de conservation UICN

 VU D2 : Vulnérable
Osornophryne sumacoensis est une espèce d'amphibiens de la famille des Bufonidae.

## Répartition
Cette espèce est endémique de la province de Napo en Équateur. Elle se rencontre dans un lac de cratère sur le versant Est du volcan Sumaco, à environ 2 500 m d'altitude.

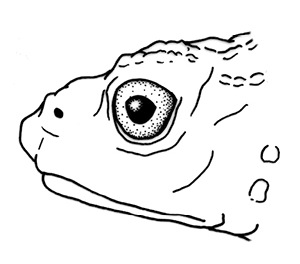
vue latérale du mâle

## Étymologie
Son nom d'espèce, composé de sumaco et du suffixe latin -ensis, « qui vit dans, qui habite », lui a été donné en référence au lieu de sa découverte.

## Publication originale
- Gluesenkamp, 1995 : A New Species of Osornophryne (Anura: Bufonidae) from Volcán Sumaco, Ecuador with Notes on Other Members of the Genus. Herpetologica, vol. 51, no 3, p. 268-279.